# Plottes
Plottes är en kommun i departementet Saône-et-Loire i regionen Bourgogne-Franche-Comté i östra Frankrike. Kommunen ligger i kantonen Tournus som tillhör arrondissementet Mâcon. År 2022 hade Plottes 554 invånare.

## Befolkningsutveckling
Antalet invånare i kommunen Plottes
| Referens: INSEE |